# Переклад нового світу
«Біблія. Переклад нового світу» — переклад Святого Письма, зроблений на сучасну англійську мову безпосередньо з єврейської, арамейської та грецької мов комітетом Свідків Єгови. Вперше цей переклад був виданий у кількох частинах у період між 1950 і 1960 роками. Видання іншими мовами базується на англійському перекладі. У червні 2005 року українською видано лише «Християнські Грецькі Писання. Переклад нового світу». Повне видання «Біблія. Переклад нового світу» українською мовою вийшло на початку липня 2014 року. Про його випуск було оголошено 4 липня 2014 року в перший день триденного регіонального конгресу Свідків Єгови, який проходив у багатьох містах України. "Переклад Нового світу" - це група перекладів на 301 мову.

## Видання 2013 року

Відмінності англійських видань 2013 та 1984 року

## Походження назви
У передмові до видання 2005 року сказано:
Назва «Переклад нового світу» ґрунтується на Божій обіцянці запровадити праведний новий світ на благо усього людства (2 Петра 3:13). Перекладачі цієї праці з любові до Бога, який є Автором Святого Письма, відчувають перед ним особливу відповідальність, щоб передати його думки та слова якнайточніше. Ми молимося, щоб цей переклад приніс велику користь читачам, які щиро намагаються «набути точне знання правди» (1 Тимофія 2:4).
Таким чином, основою назви виступає вірш з 2-ї книги апостола Петра, 3-го розділу, 13-го вірша:
Але ми за його обітницею чекаємо нових небес і нової землі, на яких перебуватиме праведність— 2 Петра 3:13 «Християнські Грецькі Писання. Переклад нового світу»

## Історія виникнення

### Причини створення
У 1946 році від одного з членів Керівного органу Свідків Єгови надійшла пропозиція створити власний переклад Біблії англійською мовою.
Основні причини були такі:
- Відсутність послідовного вживання власного імені Бога Єгова у більшості перекладів Біблії.
- До 1946 р. стали доступними більш ранні рукописи (наприклад, книги Ісаї в сувоях Мертвого моря), які не були враховані в попередніх перекладах Біблії. Стверджується, що Переклад Нового світу був створений з урахуванням цих знахідок, які багато в чому прояснили тексти Святого Письма і допомогли по-іншому подивитися на знайомі біблійні думки[8].
- Більшість перекладів Біблії, якими користувалися Свідки Єгови, були створені представниками інших релігійних конфесій чи груп, тому вони деякою мірою передавали надбання минулого — язичницькі філософії та не біблійні традиції. Свідки Єгови хотіли мати переклад зроблений на основі останніх наукових досліджень та вільний від догм і традицій загальноприйнятого християнства[7].
- У порівнянні з минулими століттями виросло розуміння мов оригіналу. Особливо цей прогрес спостерігався в ХХ столітті. Більше розуміння давньоєврейської, арамейської і давньогрецької мов, на яких писалася Біблія, заклали основу для появи нових перекладів Біблії[9].
- Орфографія, граматика та специфіка ранніх перекладів не завжди відповідає граматиці та розмовній мові сучасного покоління, та в деяких випадках робить ці переклади важкими для читання чи розуміння читача.

Врахування усіх цих факторів поклало початок і стало причиною для створення «Перекладу нового світу» в 1950 році на англійську мову, а з часом і на інші, зокрема і українську.

### Мета перекладу
Перекладачами були поставлені задачі для реалізації такого проекту:
1. Переклад повинен бути точним. Він не повинен підтримувати й просувати які-небудь вчення, а повинен точно додержуватися змісту оригіналу й бути близьким до нього настільки, наскільки це можливо.
2. Переклад повинен бути послідовним. Те саме слово мовою оригіналу повинне послідовно переводитися тим самим словом на сучасну мову, якщо цього допускає контекст.
3. Переклад повинен бути буквальним. У межах можливого виразу мовні звороти повинні бути передані буквально, для того щоб читач міг побачити й зрозуміти мислення того часу.
4. Переклад повинен бути зрозумілим. Він повинен бути доступним для простих людей, легко читатися й не викликати постійних трудностей у розумінні.
Ці цілі переслідувалися як при перекладі на англійську мову, так і при перекладі з англійської на інші мови. Слід зазначити, що у виданні 2013го (англ.) та 2014го (укр.) підхід до перекладу дещо інший. Переклад став менш буквальний задля легкості читання та розуміння. Раніше одне слово оригіналу послідовно перекладалось одним і тим самим словом мови перекладу. Зараз від цього відмовились.

## Тираж та переклад
До 2018 було надруковано більш ніж 220 мільйонів примірників повної Біблії Перекладу нового світу або окремих її частин 193 мовами.

### Повний переклад
албанська
амхарська
англійська
англійська (шрифт Брайля)
арабська
африкаанс
бемба
болгарська
в'єтнамська
вірменська
гінді
грецька
грузинська
данська
естонська
ефік
зулу
ібо
ілоканська
індонезійська
іспанська
італійська
італійська (шрифт Брайля)
йоруба
казахська
киргизька
китайська
китайська (спрощене письмо)
китайська (спрощене письмо) піньїнь
кіньяруанда
кірунді
корейська
коса
лінгала
луганда
македонська
малагасійська
малаялам
мальтійська
нідерландська
німецька
норвезька
осетинська
педі
польська
португальська
російська
румунська
самоа
санго
себуанська
сербська
сербська (латинське письмо)
сингальська
словацька мова
словенська
сранан-тонго
суахілі
тагальська
тайська
тві (аквапім)
турецька
угорська
українська
фінська
французька
хорватська
чеська
чичева
шведська
шона
японська

### Грецькі писання
азербайджанська
азербайджанська (кириличне письмо)
бірманська
гаїтянська креольська
гань
еве
каннада
кхмерська
латиська
литовська
непальська
пангасинанська
пап'яменто (Кюрасао)
пенджабська
тамільська
тигринья
ток-пісін
узбецька
хілігайнон
чітонга

## Вплив на діяльність Свідків Єгови
Як вважають Свідки Єгови, в їхній релігійної діяльності Переклад Нового світу має дуже велике значення. Вони роблять такий висновок з наступних фактів:
- У Франції після появи Перекладу Нового світу французькою мовою за 30 років було розповсюджено 2,5 млн примірників, а кількість Свідків у Франції зросла в 6 разів.
- В Італії за той самий період після виходу видання італійською було розповсюджено близько 3,5 млн примірників, а кількість Свідків у Португалії зросла майже у 25 разів.
- У Португалії за такий самий період після виходу видання португальською мовою було розповсюджено 4,5 млн копій Перекладу нового світу, а кількість Свідків у Португалії зросла у 22 рази, у Бразилії — в 11 разів.
- В іспаномовних країнах за такий самий період було розповсюджено 18 млн примірників перекладу іспанською мовою, а число іспаномовних Свідків зросло в 11 разів.

З іншого боку значний ріст відбувся і в країнах, де не було на той час цього перекладу (у 90х роках ХХ сторіччя на території України та інших країн колишнього СРСР).

## Характеристика